# Coigny
 Coigny  là một xã thuộc tỉnh Manche trong vùng Normandie tây bắc nước Pháp. Xã này nằm ở khu vực có độ cao trung bình 30 mét trên mực nước biển.

## Những người dân nổi tiếng
- Robert Jean Antoine de Franquetot de Coigny (1652-1704)
- François de Franquetot de Coigny (1670-1759), Marshal của Pháp
- François-Henri de Franquetot de Coigny (1737–1821), Marshal của Pháp